# Joshua (sencillo)
"Joshua" es la primera canción escrita e interpretada por Dolly Parton, en alcanzar el primer puesto de las listas de popularidades country.
Este tema fue sin dudas el que lanzó a la cantautora al estrellato.
- Datos: Q5937154